# Мері Браян
Мері Браян (англ. Mary Brian; 17 лютого 1906 — 30 грудня 2002) — американська кіноакторка, довгожителька.

## Біографія
Луїза Бірді Денцлер народилася 17 лютого 1906 року в містечку Корсикана, штат Техас, в сім'ї Торренса Дж. Денцлера (1869—1906, помер через місяць після її народження) і Луїзи Б. Денцлер (1876—1973). Старший брат — Торренс Дж. Денцлер-молодший (1903—1973).
У зв'язку з передчасною смертю батька незабаром після народження Луїзи сім'я переїхала в Даллас (Техас), а потім в Лонг-Біч (Каліфорнія). Там в 16-річному віці Луїза вперше взяла участь в місцевому конкурсі краси, де була помічена однією з журі, акторкою Естер Ралстон, яка запропонувала дівчині пройти співбесіду з режисером Бреноном Гербертом, і той відразу дав їй помітну роль у своєму фільмі «Пітер Пен» (1924). Сама Ралстон в цій стрічці зіграла маму героїні Луїзи Денцлер, хоча їх різниця у віці становила всього 4 роки. Дружба двох акторок збереглася на все життя. Студія Famous Players-Lasky, яка знімала «Пітера Пена», вибрала для Луїзи нове ім'я — Мері Браян, яке і залишилося з нею на все життя.
У 1926 році Браян була обрана однією з 13 молодих акторок, яким пророкували «зоряне» майбутнє — WAMPAS Baby Stars. До 1932 року Браян працювала на Paramount Pictures, потім не обтяжувала себе контрактами, працюючи на різні студії. У 1936 році виїхала до Великої Британії, де протягом одного року знялася в трьох фільмах. Після двох стрічок 1937 року в кар'єрі настало затишшя: наступного разу вона з'явилася на екранах лише в 1943 році, і в подальшому знімалася дуже рідко. У 1952 році дебютувала на телебаченні в одному епізоді серіалу «Несподіване». Всього за 30 років кінокар'єри Мері Браян з'явилася в 78 фільмах і 2 серіалах.
Під час Другої світової війни підтримувала американських солдатів, подорожуючи з виступами Європою і Океанією, а Різдво 1944 року зустріла пліч-о-пліч з бійцями, які брали участь в той момент в Арденнській операції.
У 1960 році удостоїлася зірки на Голлівудській алеї слави (1559, Вайн-стрит) за вклад в кіноіндустрію.
У квітні 1973 року пережила важке потрясіння: з різницею в три дні померли її 97-річна мати і 70-річний брат.
Мері Браян померла 30 грудня (за іншими даними — 29 грудня) 2002 року в місті Дел-Мар, Каліфорнія, на 97-му році життя. Похована на цвинтарі Голлівуд-Хіллз.

## Особисте життя
Мері Браян регулярно отримувала серйозні знаки уваги від шанувальників, в тому числі іменитих, як Кері Грант і Джек Пікфорд. 4 травня 1941 року одружилася з художником Джоном Віткомбом, однак шлюб закінчився розлученням через три місяці. Другим чоловіком став кіномонтажер Джордж Томасін, з яким вона прожила з 1947 до його смерті в 1964 році.

## Фільмографія
- 1924 — Пітер Пен
- 1925 — Авіапошта